# Wuhua, Meizhou
Wuhua, även romaniserat Ngwa, är ett härad i staden Meizhou i provinsen Guangdong i sydöstra Kina.
Wuhua är indelat i 16 köpingar (zhen).
- Anliu (安流镇)
- Changbu (长布镇)
- Guotian (郭田镇)
- Hedong (河东镇)
- Hengpo (横陂镇)
- Huacheng (华城镇)
- Huayang (华阳镇)
- Longcun (龙村镇)
- Meilin (梅林镇)
- Mianyang (棉洋镇)
- Qiling (岐岭镇)
- Shuanghua (双华镇)
- Shuizhai (水寨镇)
- Tanxia (潭下镇)
- Zhoujiang (周江镇)
- Zhuanshui (转水镇)